# Strzelec Raz Dwa Trzy Stanisławów
Strzelec Raz Dwa Trzy Stanisławów (pełna nazwa: Klub Sportowy Strzelec „Raz Dwa Trzy” Stanisławów) – polski klub piłkarski z siedzibą w Stanisławowie (obecnie Iwano-Frankiwsk na Ukrainie). Rozwiązany podczas II wojny światowej.

## Historia
Piłkarska drużyna Strzelec Raz Dwa Trzy została założona w Stanisławowie w 1931 roku.  Klub zrzeszał w dużej mierze młodzież z kolonii niemieckiej Majzle. Zespół piłkarski nigdy nie zakwalifikował się do rozgrywek barażowych o I ligę Państwową. Pięciokrotnie z 6 sezonów ligi okręgowej zmagał się o mistrzostwo stanisławowskiego OZPN.
We wrześniu 1939, kiedy wybuchła II wojna światowa, klub przestał istnieć.